# Reinbach (Aubach)
Der Reinbach ist ein etwa fünfhundert Meter langer Bach in der Gemarkung von Markt Mitterfels im Landkreis Straubing-Bogen in Niederbayern, der dort von links und Osten in den Aubach mündet.
Es gibt in Mitterfels einen weiteren Reinbach, der in die Menach mündet.

## Verlauf
Der Ursprung des Baches liegt am Westrand des Gewerbegebietes Ausserfeld im nördlichen Mitterfels nahe der Einmündung der Staatsstraße 2147 in die Staatsstraße 2140 und nördlich des früheren Ortsteils Unterholzen. Von hier läuft er, meist von einer Baumgalerie begleitet, nach Westen zu seiner Mündung in den Aubach südöstlich von Großkohlham.
Der nur wenig längere, in Gegenrichtung zur Menach ziehende Namensvetter entsteht nur 200 Meter weiter östlich am gegenüberliegenden Dorfrand jenseits eines kleinen Geländesattels, auf dem die Durchgangsstraße läuft.   